# ¡Que inventen ellos!

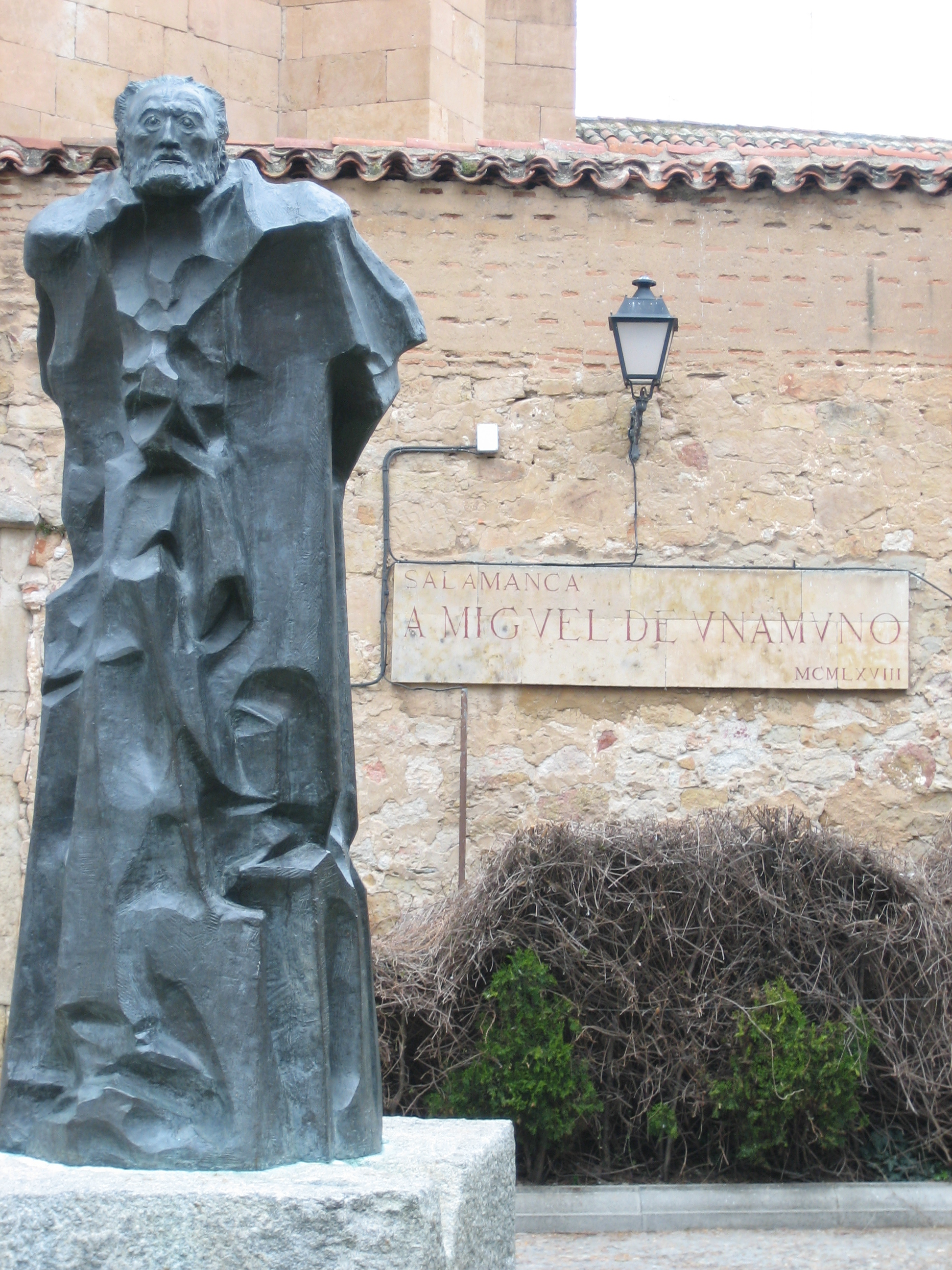
Estatua de Unamuno en Salamanca (escultura de Pablo Serrano).

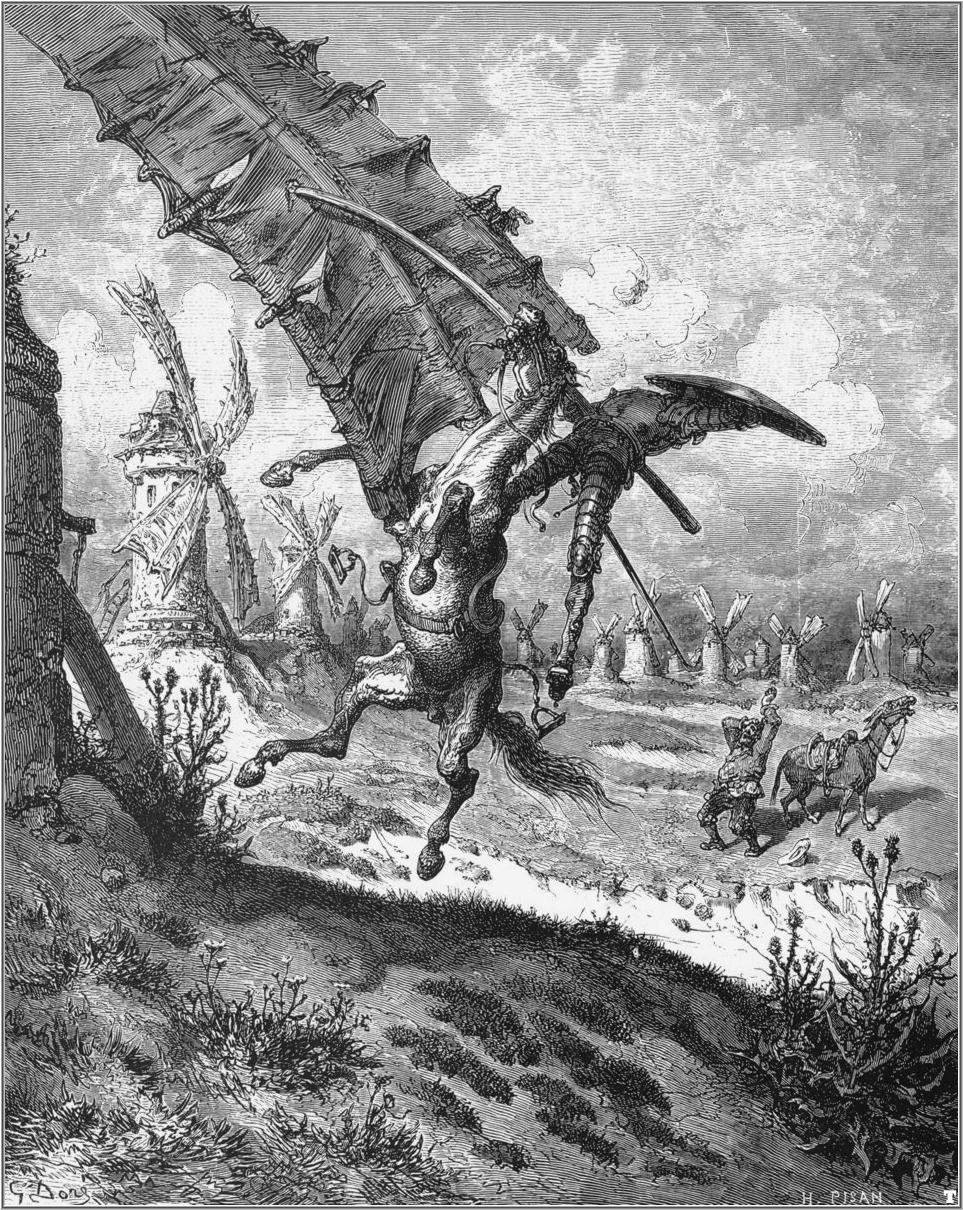
En el grabado de Gustavo Doré, Don Quijote lucha contra los gigantes mientras Sancho le advierte que son molinos; una escena cervantina repetidamente interpretada como metáfora de la oposición entre el idealismo y el materialismo (no tanto en el sentido filosófico como en el vulgar de ambos términos).

¡Que inventen ellos! es una lapidaria expresión de Miguel de Unamuno cuyo repetido uso y abuso ha producido un tópico o cliché que se utiliza con sentidos opuestos.
El tópico es muestra de hasta qué punto la ciencia y la tecnología han sido en España una realidad marginal en su organización y contexto social, de modo que se ha llegado a convertir en una especie de estereotipo nacional español, unas veces rechazado por impropio o humillante y otras veces asumido con orgullo y desdén, como era su propósito original.
La fortuna del uso de la frase ha producido incluso su paráfrasis, en algún caso en un sentido feminista, reivindicando el papel de la mujer en la ciencia: Que inventen ellas.

## La polémica original
Surgió en polémica con José Ortega y Gasset, a partir de 1906 y al menos hasta 1912, sobre el tema que ha pasado a conocerse como la europeización de España o la españolización de Europa y que le ganó una ácida definición de éste (desviación africanista del maestro y morabito salmantino), y una amarga acusación final (Don Miguel de Unamuno, energúmeno español, ha faltado a la verdad).
Parte de un ensayo en La España Moderna (Lo europeo moderno o lo africano antiguo... ¿por qué no ser africano como lo fue San Agustín?). Para Unamuno, que reacciona en su madurez contra su inicial positivismo, la ortodoxia científica de hoy o la Inquisición científica contrastaba con la ciencia española, que identifica con la mística. La ciencia quita sabiduría a los hombres... el objeto de la ciencia es la vida y el objeto de la sabiduría es la muerte.
La frase se da en distintas aunque coincidentes formulaciones: Primero en una carta de Unamuno a Ortega del 30 de mayo de 1906 (Yo me voy sintiendo profundamente antieuropeo. ¿Que ellos inventan cosas?, invéntenlas). Poco después, en julio del mismo año, en El pórtico del templo, un artículo en forma de diálogo de dos personajes:

ROMÁN.- Inventen, pues, ellos y nosotros nos aprovecharemos de sus invenciones. Pues confío y espero en que estarás convencido, como yo lo estoy, de que la luz eléctrica alumbra aquí tan bien como allí donde se inventó.
SABINO.- Acaso mejor.
El pórtico del templo

Ortega anunció su intención de publicar unas disputas contra la desviación africanista de Unamuno, que no termina escribiendo.
Años más tarde, en 1911, sobre la tumba de Joaquín Costa, Unamuno niega que el prócer regeneracionista hubiera sido europeizador, sino gran africano, o celtíbero, a quien pusieron bajo la bandera de la europeización, pero que no hizo más que popularizar la palabra. 

Es inútil darle vueltas, nuestro don es ante todo un don literario, y todo aquí, incluso la filosofía, se convierte en literatura... y si alguna metafísica española tenemos es la mística... ¿es esto malo, es bueno? por ahora no lo decido, sólo digo que es así. ... y como hay y debe haber una diferenciación del trabajo espiritual así como del corporal, tanto en los pueblos como en los individuos, a nosotros nos ha tocado esta tarea... en Suiza no pueden desarrollarse grandes marinos... Alemania, verbigracia, nos da a Kant, y nosotros le damos a Cervantes. Harto hacemos con procurar enterarnos de lo suyo, que su ciencia y su metafísica fecundará nuestra literatura, y ojala nuestra literatura llegue a ser tal que fecunde su ciencia y su metafísica. Y he aquí el significado de mi exclamación, algo paradójica, lo reconozco, "¡que inventen ellos!", exclamación de que tanto finge indignarse algún atropellado cuyo don es el de no querer entender o hacer como que no se entera.

En el epílogo de Del sentimiento trágico de la vida en los hombres y en los pueblos (1912), Unamuno dice: No ha mucho hubo quien hizo que se escandalizaba de aquello de "que inventen ellos", expresión paradójica a la que no renuncio. Para apoyarse, cita a Joseph de Maistre (en una carta a un ministro ruso): "no por no estar hecha para la ciencia debe una nación estimarse en menos". Continúa con un desafío: que no tenemos un espíritu científico ¿y qué importa si tenemos algún otro?... no basta defenderse, hay que atacar. En las últimas líneas de este epílogo se vuelve a referir directamente a la campaña de Ortega en pro de la europeización:

y ahora vosotros, Bachilleres Carrascos del regeneracionismo europeizante, jóvenes que trabajais a la europea con método y crítica científicos, haced riqueza, haced patria, haced ciencia, haced ética, o más bien traducid "Kultura", que así matareis a la vida y a la muerte. Para lo que ha de durarnos todo.

El quijotismo unamuniano, asumido por él mismo al comparar a su polemista con el Bachiller Sansón Carrasco, es otro de los temas permanentes de su producción literaria, y como el de la ciencia o el progreso, confluyente en su concepción del Ser de España. El año 1905 había publicado Vida de don Quijote y Sancho, y muestra de lo divulgada que estaba esa asociación es el famoso poema de Antonio Machado:

Este donquijotesco
Don Miguel de Unamuno, fuerte vasco
lleva el arnés grotesco
y el irrisorio casco
del buen manchego. Don Miguel camina,
jinete de quimérica montura, 
metiendo espuela de oro a su locura, 
sin miedo de la lengua que malsina.

A un pueblo de arrieros,
lechuzos y tahures y logreros
dicta lecciones de Caballería.
Y el alma desalmada de su raza,
que bajo el golpe de su férrea maza
aún duerme, puede que despierte un día.

Quiere enseñar el ceño de la duda,
antes de que cabalgue, al caballero;
cual nuevo Hamlet, a mirar desnuda
cerca del corazón la hoja de acero.

Tiene el aliento de una estirpe fuerte
que soñó más allá de sus hogares,
y que el oro buscó tras de los mares.
El señala la gloria tras la muerte.
Quiere ser fundador y dice: Creo;
Dios y adelante el ánima española...
Y es tan bueno y mejor que fue Loyola:
sabe a Jesús y escupe al fariseo."

No obstante, el poeta de Campos de Castilla, no por unamuniano deja de ser orteguiano, como demuestra en otra poesía de la misma serie, está dedicada Al joven meditador José Ortega y Gasset y llena de símbolos masónicos que lo son al mismo tiempo del progreso material:

A ti laurel y hiedra
corónente, dilecto
de Sofía, arquitecto.
Cincel, martillo y piedra
y masones te sirvan...

No obstante ser tan citado, sigue habiendo mucha confusión en la determinación del primer uso del que inventen ellos, que algunos testimonios dicen haber sido pronunciado de viva voz en la tertulia del Café Gijón.

Pese a su profuso empleo, poco se ha escrito sobre su origen y, en general, se desconocen las circunstancias en que apareció. En primer lugar, debe establecerse que Unamuno nunca la pronunció. En realidad, aparece en su ensayo El pórtico del templo publicado en julio de 1906 aunque formulada de forma ligeramente distinta. Forma parte de un diálogo entre Sabino y Román, en los que se ha pretendido reconocer la figura de la razón científica y del deseo de la fe religiosa del propio autor, respectivamente.
Josep Eladi Baños

Esta socorrida frase, que se cita a menudo, fue pronunciada en 1909 por Miguel de Unamuno (1864-1936) y se suele utilizar con un sentido peyorativo hacia su autor y como recurso fácil para imputarle la responsabilidad en el atraso científico y tecnológico de España, que desde mucho antes de que la pronunciase se ha venido padeciendo.
José Coca Prados

Su ansia de llegar a descubrir el sepulcro de Don Quijote para venerarlo le incitó a pensar, en el camino, que la filosofía pierde su razón de ser cuando se extravía en el laberinto de la ciencia. No es que condenara la ciencia a la manera de un Aristóteles muy capaz de despotricar contra las matemáticas «...porque han llegado a ser para el filósofo toda la filosofía... cuando tan sólo hay que cultivarlas en función del resto», sino que las ninguneaba a lo anarquista divino y con flamenqueras: «¡Que inventen ellos!».
Fernando Arrabal, prólogo al Tratado de papiroflexia del propio Miguel de Unamuno.